# La Montagne (Loire-Atlantique)
Pour les articles homonymes, voir Montagne (homonymie) et La Montagne.
La Montagne est une commune de France, située dans le département de la Loire-Atlantique, en région Pays de la Loire, créée en 1877 par scission de la commune de Saint-Jean-de-Boiseau.
Ses habitants s'appellent les Montagnards et les Montagnardes.
La Montagne comptait 6523 habitants au recensement de 2022.

## Géographie

Situation de la commune de la Montagne dans le département de la Loire-Atlantique

### Situation
La Montagne est située sur les coteaux de la rive sud de la Loire, à 12 km du centre de Nantes.
La Montagne est une des 24 communes de banlieue de l’unité urbaine de Nantes et fait partie du canton de Saint-Brevin-les-Pins.

### Communes limitrophes
Les communes limitrophes sont  Bouguenais, Brains, Indre et Saint-Jean-de-Boiseau.
|                       | Indre       |            |
| Saint-Jean-de-Boiseau | La Montagne | Bouguenais |
|                       | Brains      |            |

### Transports
La Montagne est desservie par 3 lignes de bus (78, 88 et E8) du réseau Naolib, et par la ligne 301 du réseau régional Aléop.

### Climat
Pour des articles plus généraux, voir Climat des Pays de la Loire et Climat de la Loire-Atlantique.
En 2010, le climat de la commune est de type climat océanique franc, selon une étude du CNRS s'appuyant sur une série de données couvrant la période 1971-2000. En 2020, Météo-France publie une typologie des climats de la France métropolitaine dans laquelle la commune est exposée à un climat océanique et est dans la région climatique  Bretagne orientale et méridionale, Pays nantais, Vendée, caractérisée par une faible pluviométrie en été et une bonne insolation. 
Pour la période 1971-2000, la température annuelle moyenne est de 12,1 °C, avec une amplitude thermique annuelle de 13,5 °C. Le cumul annuel moyen de précipitations est de 810 mm, avec 12,3 jours de précipitations en janvier et 6,2 jours en juillet. Pour la période 1991-2020, la température moyenne annuelle observée sur la station météorologique de Météo-France la plus proche, « Nantes-Bouguenais », sur la commune de Bouguenais à 5 km à vol d'oiseau, est de 12,7 °C et le cumul annuel moyen de précipitations est de 819,5 mm,. Pour l'avenir, les paramètres climatiques de la commune estimés pour 2050 selon différents scénarios d'émission de gaz à effet de serre sont consultables sur un site dédié publié par Météo-France en novembre 2022.
| Mois                                  | jan.           | fév.             | mars          | avril         | mai             | juin          | jui.           | août           | sep.           | oct.            | nov.            | déc.             | année      |
| ------------------------------------- | -------------- | ---------------- | ------------- | ------------- | --------------- | ------------- | -------------- | -------------- | -------------- | --------------- | --------------- | ---------------- | ---------- |
| Température minimale moyenne (°C)     | 3,4            | 3                | 4,9           | 6,6           | 9,8             | 12,7          | 14,3           | 14,2           | 11,8           | 9,5             | 5,9             | 3,7              | 8,3        |
| Température moyenne (°C)              | 6,4            | 6,7              | 9,2           | 11,4          | 14,7            | 17,8          | 19,7           | 19,8           | 17,1           | 13,5            | 9,4             | 6,7              | 12,7       |
| Température maximale moyenne (°C)     | 9,3            | 10,5             | 13,5          | 16,2          | 19,6            | 23            | 25,1           | 25,4           | 22,4           | 17,6            | 12,9            | 9,8              | 17,1       |
| Record de froid (°C) date du record   | −13 16.01.1985 | −15,6 15.02.1956 | −9,6 01.03.05 | −2,8 07.04.08 | −1,5 01.05.1945 | 3,8 01.06.06  | 5,8 10.07.1948 | 5,6 07.08.1956 | 2,8 19.09.1952 | −3,3 30.10.1997 | −6,8 21.11.1993 | −10,8 21.12.1946 | −15,6 1956 |
| Record de chaleur (°C) date du record | 18,2 27.01.03  | 22,6 27.02.19    | 24,2 30.03.21 | 28,3 30.04.05 | 32,8 26.05.17   | 39,1 18.06.22 | 42 18.07.22    | 39,6 07.08.20  | 35,4 09.09.23  | 30,4 09.10.23   | 21,8 01.11.15   | 18,4 04.12.1953  | 42 2022    |
| Ensoleillement (h)                    | 726            | 1 023            | 1 473         | 1 827         | 2 034           | 2 131         | 229            | 2 326          | 1 987          | 1 227           | 913             | 776              | 18 733     |
| Précipitations (mm)                   | 87,9           | 67,5             | 58,4          | 58,3          | 61              | 48,5          | 44,2           | 50,3           | 59,5           | 88,8            | 94,1            | 101              | 819,5      |

## Urbanisme

### Typologie
Au 1er janvier 2024, La Montagne est catégorisée centre urbain intermédiaire, selon la nouvelle grille communale de densité à sept niveaux définie par l'Insee en 2022.
Elle appartient à l'unité urbaine de Nantes, une agglomération intra-départementale regroupant 22  communes, dont elle est une commune de la banlieue,,. Par ailleurs la commune fait partie de l'aire d'attraction de Nantes, dont elle est une commune de la couronne,. Cette aire, qui regroupe 116 communes, est catégorisée dans les aires de 700 000 habitants ou plus (hors Paris),.

### Occupation des sols
L'occupation des sols de la commune, telle qu'elle ressort de la base de données européenne d’occupation biophysique des sols Corine Land Cover (CLC), est marquée par l'importance des territoires artificialisés (63 % en 2018), en augmentation par rapport à 1990 (54,4 %). La répartition détaillée en 2018 est la suivante : 
zones urbanisées (57 %), prairies (15,7 %), zones agricoles hétérogènes (7,9 %), forêts (6,8 %), terres arables (6,7 %), zones industrielles ou commerciales et réseaux de communication (5,9 %). L'évolution de l’occupation des sols de la commune et de ses infrastructures peut être observée sur les différentes représentations cartographiques du territoire : la carte de Cassini (XVIIIe siècle), la carte d'état-major (1820-1866) et les cartes ou photos aériennes de l'IGN pour la période actuelle (1950 à aujourd'hui).

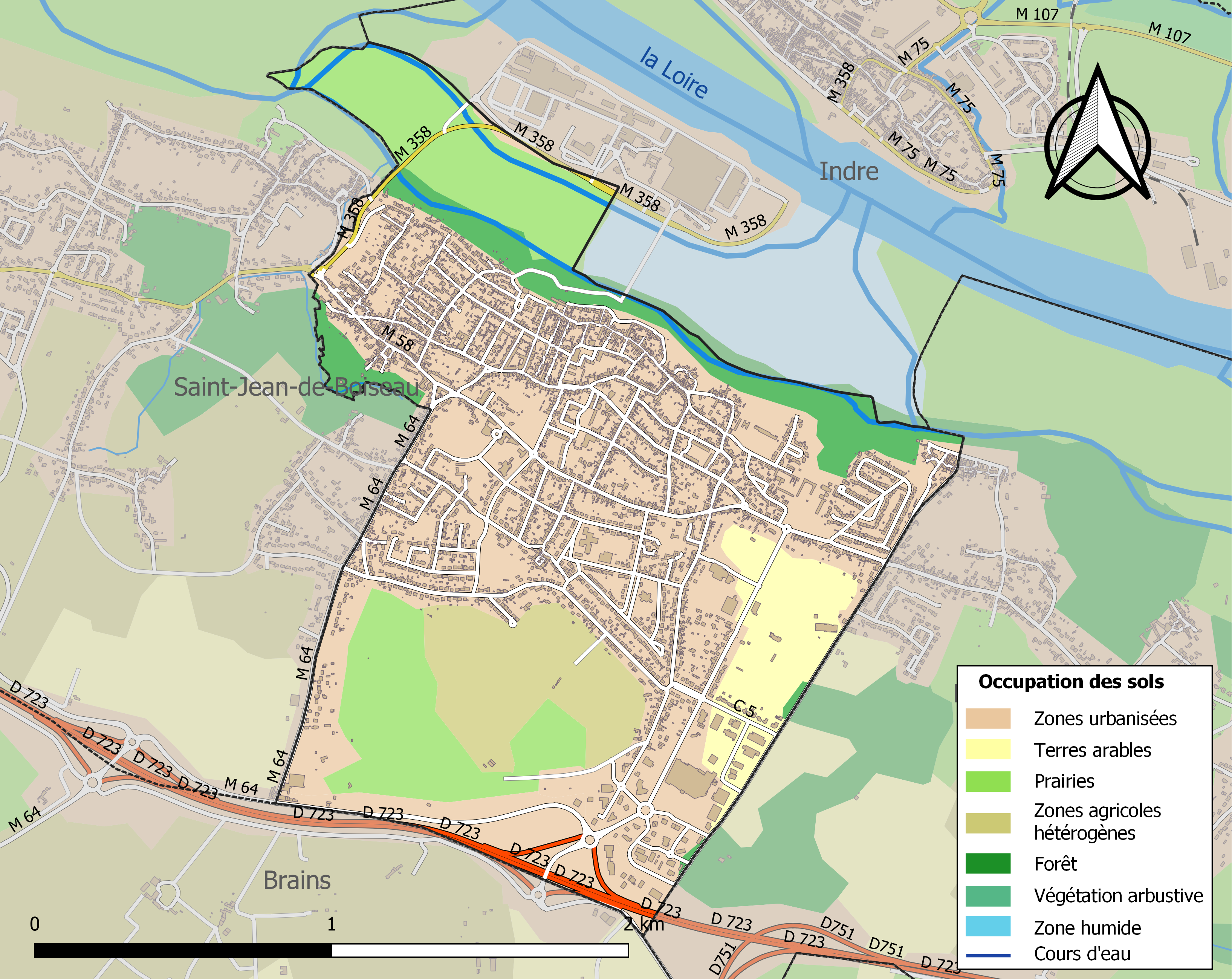
Carte des infrastructures et de l'occupation des sols de la commune en 2018 (CLC).

## Toponymie
Le nom de La Montagne a pour origine la villa éponyme construite entre 1839 et 1841, par Aristide Demangeat, fils cadet de l’ex-directeur de l’Arsenal d’Indret, qui se trouvait sur une hauteur de la future commune. Cette habitation abrite désormais la mairie.
La Montagne possède un nom en gallo, la langue d'oïl locale : La Montàeyn selon l'écriture ELG, ou La Mentagn selon l'écriture MOGA. En gallo, le nom de la commune se prononce [lamɑ̃taɲ].
Son nom est traduit Ar Menez en breton (sans trace historique de cette dénomination).

## Histoire
La commune fait partie de la Bretagne historique, dans le pays traditionnel du pays de Retz et dans le pays historique du Pays nantais.
Le territoire de la commune fait partie de la paroisse de Saint-Jean de Bouguenais, qui devient la commune de Saint-Jean-de-Boiseau en 1789. C'est une communauté essentiellement rurale, mais le développement de l'activité industrielle dès la fin du XVIIIe siècle et au début du XIXe siècle, avec, en particulier, la création de l'arsenal d'Indret en 1777, modifie la donne : le secteur de la Montagne tout proche d'Indret connaît une forte croissance démographique liée à l'afflux d'ouvriers.
Il s'ensuit un certain nombre de problèmes entre la population traditionnelle et les nouveaux venus.
Les 2 et 3 avril 1794, pendant la guerre de Vendée, 209 habitants de Bouguenais sont fusillés par les Républicains près du château d'Aux.
En 1868, une nouvelle paroisse est créée pour le secteur de la Montagne, Notre-Dame. Neuf ans après, Saint-Jean-de-Boiseau est démembrée et la commune de la Montagne est créée, le 2 juin 1877.

## Héraldique
| Blason de Montagne (La) | Blason  | D'or à trois mouchetures d'hermine à l'ancre de marine de sable brochant sur une roue dentée de gueules posée en abîme, soutenue d'un fasce ondée d'azur. |
| Blason de Montagne (La) | Détails | La fasce ondée d'azur est le symbole de la Loire, les mouchetures d'hermine montrent l'attachement à la Bretagne, l'ancre de Marine est le symbole des ouvriers de l'arsenal (auparavant fonderies royales). Ce blason est supporté par deux branches de laurier qui sont le symbole du drapeau républicain de 1848. Blason présent sur le site de la commune. |
| Blason de Montagne (La) | Alias   | Coupé : au premier, parti : au premier, d'or à la croix de sable, et au second, de gueules à l'ancre de sable ; au second, d'argent à la fasce ondée d'azur. * Il y a là non-respect de la règle de contrariété des couleurs : ces armes sont fautives (sable sur gueules). Blason et blasonnement non conformes à ceux présentés sur le site officiel de la commune. Le blason représente : le blasonnement du pays de Retz (d'or à la croix de sable), rappelant l'appartenance de La Montagne au pays de Retz ; une ancre évoquant les chantiers navals ; une onde bleue représentant la Loire. Blason enregistré le 3 octobre 1981. |

## Politique et administration

### Politique de développement durable
La commune a engagé une politique de développement durable en lançant une démarche d'Agenda 21 en 2008.

## Population et société

### Démographie
Selon le classement établi par l'Insee, La Montagne fait partie de l'aire urbaine, de l'unité urbaine, de la zone d'emploi et du bassin de vie de Nantes. Toujours selon l'Insee, en 2010, la répartition de la population sur le territoire de la commune était considérée comme « intermédiaire » : 99 % des habitants résidaient dans des zones « intermédiaires » et 1 % dans des zones « peu denses ».

#### Évolution démographique
La commune est créée en 1877, à partir de Saint-Jean-de-Boiseau.
L'évolution du nombre d'habitants est connue à travers les recensements de la population effectués dans la commune depuis 1876. Pour les communes de moins de 10 000 habitants, une enquête de recensement portant sur toute la population est réalisée tous les cinq ans, les populations de référence des années intermédiaires étant quant à elles estimées par interpolation ou extrapolation. Pour la commune, le premier recensement exhaustif entrant dans le cadre du nouveau dispositif a été réalisé en 2004.

En 2022, la commune comptait 6 523 habitants, en évolution de +4,96 % par rapport à 2016 (Loire-Atlantique : +6,68 %, France hors Mayotte : +2,11 %).
| 1876  | 1881  | 1886  | 1891  | 1896  | 1901  | 1906  | 1911  | 1921  |
| ----- | ----- | ----- | ----- | ----- | ----- | ----- | ----- | ----- |
| 2 106 | 2 309 | 2 556 | 2 404 | 2 595 | 2 948 | 3 080 | 3 117 | 2 895 |

| 1926  | 1931  | 1936  | 1946  | 1954  | 1962  | 1968  | 1975  | 1982  |
| ----- | ----- | ----- | ----- | ----- | ----- | ----- | ----- | ----- |
| 2 940 | 3 232 | 3 441 | 3 923 | 4 136 | 4 418 | 5 025 | 5 165 | 5 419 |

| 1990  | 1999  | 2004  | 2006  | 2009  | 2014  | 2019  | 2022  | - |
| ----- | ----- | ----- | ----- | ----- | ----- | ----- | ----- | - |
| 5 555 | 5 847 | 5 974 | 6 021 | 5 997 | 5 995 | 6 290 | 6 523 | - |

#### Pyramide des âges
La population de la commune est relativement jeune.
En 2018, le taux de personnes d'un âge inférieur à 30 ans s'élève à 35,8 %, soit en dessous de la moyenne départementale (37,3 %). À l'inverse, le taux de personnes d'âge supérieur à 60 ans est de 22,1 % la même année, alors qu'il est de 23,8 % au niveau départemental.
En 2018, la commune comptait 3 033 hommes pour 3 228 femmes, soit un taux de 51,56 % de femmes, légèrement supérieur au taux départemental (51,42 %).
Les pyramides des âges de la commune et du département s'établissent comme suit.
| Hommes | Classe d’âge | Femmes |
| ------ | ------------ | ------ |
| 0,5    | 90 ou +      | 1,9    |
| 5,5    | 75-89 ans    | 8,8    |
| 13,3   | 60-74 ans    | 14,0   |
| 22,4   | 45-59 ans    | 22,1   |
| 19,7   | 30-44 ans    | 20,1   |
| 15,2   | 15-29 ans    | 13,7   |
| 23,5   | 0-14 ans     | 19,4   |

| Hommes | Classe d’âge | Femmes |
| ------ | ------------ | ------ |
| 0,6    | 90 ou +      | 1,8    |
| 6      | 75-89 ans    | 8,6    |
| 15,1   | 60-74 ans    | 16,4   |
| 19,4   | 45-59 ans    | 18,8   |
| 20,1   | 30-44 ans    | 19,3   |
| 19,2   | 15-29 ans    | 17,4   |
| 19,5   | 0-14 ans     | 17,6   |

## Lieux et monuments
- Château d'Aux du XVIIIe siècle.
- Église néo-gothique du XIXe siècle.
- Site du bourg sur la rive de la Loire, proche de l'île d'Indret.

## Personnalités liées à la commune
- Le peintre Maurice Loirand (1922 - 2008)
- Le militant Jean Cremet (1892-1973)

## Cinéma

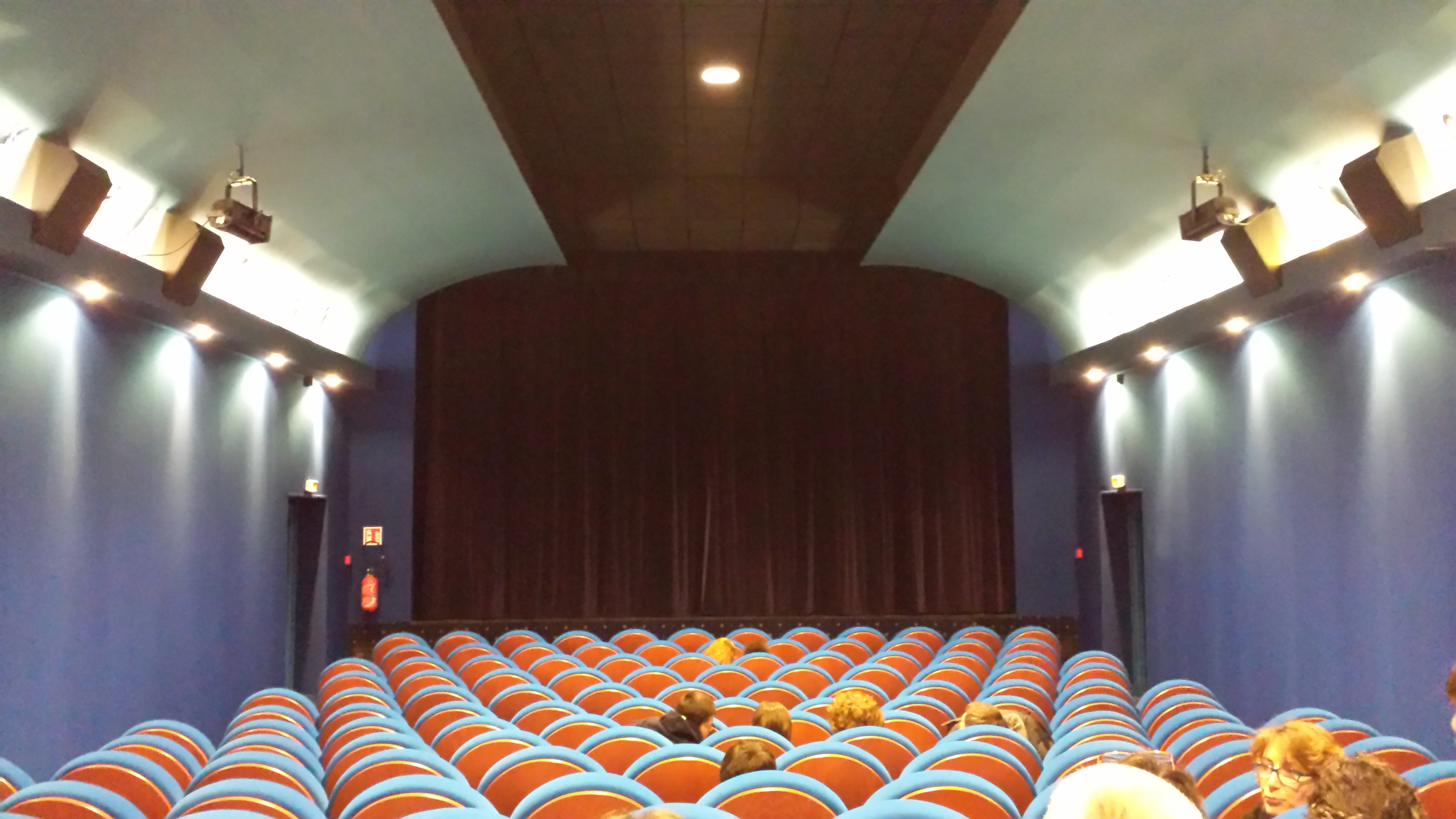
Cinéma le Montagnard - la salle

Le cinéma Le Montagnard est un cinéma Art et Essai bénévole. C'est dans la même salle que depuis 1919 les bénévoles, de l'association des « Montagnards », assurent régulièrement les projections du cinéma. Celui-ci est né de la volonté de l'abbé Guiho qui fait l'acquisition, en 1919, auprès des surplus de l'armée américaine, d'un appareil de projection Power. Les films muets de l'époque sont accompagnés au piano par un pianiste aveugle : il faut lui indiquer au fur et à mesure la nature des scènes et il joue alors un accompagnement en rapport avec le thème de ces dernières. La salle accueille en 1934 le cinéma parlant, puis le cinémascope en 1954, et témoigne de la grande activité des salles paroissiales de la région. La salle est régulièrement rénovée, pour résister aux crises que traverse le cinéma associatif. Aujourd'hui la salle est équipée en numérique, pour les personnes en situation de handicap, avec une capacité d'accueil de 228 places.

## Jumelages
La Montagne est jumelée avec :
- Stadtoldendorf (Allemagne)